# Marion (Oregon)
Marion az Amerikai Egyesült Államok északnyugati részén, Oregon állam Marion megyéjében elhelyezkedő statisztikai település, a salemi statisztikai körzet része. A 2020. évi népszámlálási adatok alapján 307 lakosa van.

## Népesség
A település népességének változása:

| 2010 | 313 |
| 2020 | 307 |